# Левенте Супер
Левенте Супер (угор. Szuper Levente; народився 11 червня 1980 у м. Будапешт, Угорщина) — угорський хокеїст, воротар. Виступає за «Аризона Сандогс» у Канадській хокейній лізі. 
Виступав за ХК «Ференцварош», «Оттава 67-с» (ОХЛ), «Сент-Джон Флеймс» (АХЛ), «Вустер Айскетс» (АХЛ), «Пеорія Рівермен» (ECHL), ХК «Дунауйварош», ХК «Азіаго», «Дуйсбург», «Мальме», «Мілано Вайперс», «Альба Волан» (Секешфехервар), «Ганновер Скорпіонс».
У складі національної збірної Угорщини учасник чемпіонатів світу 1998 (група C), 2002 (дивізіон I), 2003 (дивізіон I), 2005 (дивізіон I), 2006 (дивізіон I), 2007 (дивізіон I), 2008 (дивізіон I), 2009 і 2011 (дивізіон I). 
Чемпіон Угорщини (1997, 2009). Чемпіон Німеччини (2010).